# 朱希涛
朱希涛（1915年—2003年），男，汉族，直隶（今河北）阳原人，中国口腔修复学家、教育家，曾任北京医学院口腔医学系主任、教授,博士生导师。